# South Burlington
South Burlington är en stad (city) i Chittenden County i delstaten Vermont, USA med cirka 15 814 invånare (2000). 
Ben & Jerry's huvudkontor ligger i staden. 

## Historia
Staden Burlington fick stadsrättigheter 1865. Övriga områden kring staden blev då en egen stad, South Burlington.

### Fotnoter
1. ↑  United States Census Bureau, 2010 U.S. Gazetteer Files, United States Census Bureau, 2010, läst: 9 juli 2020.[källa från Wikidata]
2. ↑  United States Census Bureau (red.), USA:s folkräkning 2020, läs online, läst: 1 januari 2022.[källa från Wikidata]
3. ↑  hämtat från: engelskspråkiga Wikipedia.[källa från Wikidata]
4. ↑  ”Villages & Communities Within: South Burlington” (på engelska). Rootsweb. http://www.rootsweb.ancestry.com/~vermont/TownSouthBurlington.html. Läst 16 september 2017.